# Њу Берлинвил (Пенсилванија)
Њу Берлинвил (енгл. New Berlinville) насељено је место без административног статуса у америчкој савезној држави Пенсилванија.

## Демографија
По попису из 2010. године број становника је 1.368.
| Група             | 2000.    | 2010.         |
| Белци             | 0 (0,0%) | 1.322 (96,6%) |
| Афроамериканци    | 0 (0,0%) | 2 (0,1%)      |
| Азијати           | 0 (0,0%) | 4 (0,3%)      |
| Хиспаноамериканци | 0 (0,0%) | 12 (0,9%)     |
| Укупно            | 0        | 1.368         |